# Hendrik van Delden
Hendrik van Delden (* 20. August 1872 in Gronau (Westf.); † 24. Januar 1950) war ein deutscher Baumwollspinnerei- und Zwirnereibesitzer.

## Leben
Hendrik van Delden war Sohn des Gronauer Textilindustriellen Gerrit van Delden. Nach dem Abitur am Realgymnasium in Osnabrück studierte er an der Technischen Hochschule Hannover und wurde wie sein Vater Mitglied des Corps Saxonia Hannover. Anschließend ging er zur Ausbildung für die Textilindustrie nach England. Er wurde Mitinhaber der Firma Gerrit van Delden & Compagnie, Baumwollspinnerei und Zwirnerei in Gronau.
Neben den Managementaufgaben im eigenen Unternehmen gehörte van Delden dem Aufsichtsrat des Gerling-Konzerns an. Er war Vorstandsmitglied des Verbandes Münsterländischer Textilindustrieller sowie Mitglied des Genossenschaftsvorstandes und Vertreter des 7. Wahlbezirks der Rheinisch-Westfälischen Textil-Berufsgenossenschaft. 1938 wurde er zum Präsidenten des Weltbaumwollspinnerverbandes gewählt.

## Auszeichnungen
- Ehrendoktorwürde eines Dr. rer. pol. h. c.
- Ehrenbürger der Technischen Hochschule Hannover
- Verdienstkreuz für Kriegshilfe (Preußen)
- Rote Kreuz-Medaille (Preußen) II. Klasse